# Edward Chądzyński
Edward Chądzyński (ur. 12 października 1844 w Pułtusku, zm. 1863) – dowódca powstańczy w powstaniu styczniowym.
29 stycznia 1863 dostał się do rosyjskiej niewoli po przegranej bitwie pod Słominem. Po ucieczce z niewoli stanął na czele własnego oddziału w Augustowskiem. 7 lipca zginął w bitwie pod Brzeźnicami.